# Łagów (województwo mazowieckie)
Łagów – wieś w Polsce położona w województwie mazowieckim, w powiecie zwoleńskim, w gminie Przyłęk. Ma status sołectwa.
| SIMC    | Nazwa          | Rodzaj                          |
| ------- | -------------- | ------------------------------- |
| 0633372 | Karczunki      | część wsi                       |
| 1059159 | Łagów Pierwszy | część wsi                       |
| 1059461 | Resztówka      | część wsi (zniesiona w 2023 r.) |
| 1059580 | Stary Łagów    | część wsi (zniesiona w 2023 r.) |

Wieś w powiecie radomskim w województwie sandomierskim w XVI wieku była własnością kasztelana lubelskiego Andrzeja Firleja. W latach 1975–1998 miejscowość administracyjnie należała do województwa radomskiego.
Wieś jest siedzibą rzymskokatolickiej parafii św. Floriana.